# 愛媛県道277号伊予宮野下停車場宮野下線
愛媛県道277号伊予宮野下停車場宮野下線（えひめけんどう277ごう いよみやのしたていしゃじょうみやのしたせん）は、愛媛県宇和島市を通る一般県道である。

## 概要
宇和島市三間町宮野下のJR四国予土線 伊予宮野下駅前から愛媛県道283号広見吉田線交点に至る。

### 路線データ
- 起点：宇和島市三間町宮野下（JR四国予土線 伊予宮野下駅前）
- 終点：宇和島市三間町宮野下（愛媛県道283号広見吉田線交点）

## 地理

### 通過する自治体
- 愛媛県
  - 宇和島市

### 交差する道路
| 交差する道路            | 交差する場所 | 交差する場所 |
| ----------------------- | ------------ | ------------ |
| 愛媛県道283号広見吉田線 | 三間町宮野下 | 終点         |

### 沿線
- JR四国予土線 伊予宮野下駅
- 三間郵便局